# Фаняно Олона
Фаня̀но Оло̀на (на италиански: Fagnano Olona; на ломбардски: Fagnan, Фанян) е град и община в Северна Италия, провинция Варезе, регион Ломбардия. Разположен е на 265 m надморска височина. Населението на общината е 12 497 души (към 2017 г.).